# Dús László
Dús László (Zalaegerszeg, 1941. július 15. –) képzőművész. Az amerikai absztrakt expresszionizmus képviselője hazánkban nagyvonalú festőiséggel és kiegyensúlyozott,  konstruktivista kompozícióteremtéssel. Kötött szimbólumokkal nem terheli a nézőt, nagy szabadságot hagy az alkotónak és a befogadónak.

## Életútja
1956 és 1960 között Budapesten a képzőművészeti gimnáziumban tanult, Újvári Lajos tanítványa volt. 1960 és 1962 között Kmetty Jánosnál képezte magát tovább, majd felvételt nyert a Képzőművészeti Főiskolára, ahol Bernáth Aurél volt a mestere. 1967-ben végzett.
A főiskola után visszatért szülővárosába, ahol a város műtermet adott neki és a városi tanács művészeti programjának volt tanácsadója, és a helyi képzőművészeti csoportot vezette. Megalakította az egervári nyári művésztábort és több munkájáért díjat kapott.
Egy amerikai tanulmányút (1971) után nem sokkal, 1974-ben emigrált az Egyesült Államokba. Clevelandben telepedett le. Amerikai hatásra alakult ki az absztrakt expresszionizmus és Rauschenberg kollázs-technikája hatására saját stílusa, ez a különböző anyagokkal dolgozó, olykor figurális elemeket használó, de leginkább a faktúrák hatását felhasználó absztrakció. Amerikai sikereit és máig ható hírnevét - festmények mellett - egyedi grafikákkal, szitanyomatokkal, litográfiákkal és háromdimenziós művekkel szerezte. Karrierje ívét számos kiállítás jelzi Detroit, Washington D.C., Chicago, New York, Miami, Dallas, Oklahoma stb. legrangosabb kiállítóhelyein. Képei ott vannak a legfontosabb amerikai múzeumokban és kulturális intézményekben: Metropolitan Museum of Art, New York; Library of Congress, Washington D.C.; National Gallery of Fine Arts, Washington D.C.; The Smithsonian Institute, Washington D.C.; NASA Space Center, Houston; Detroit Institute of Arts.
Dús László a 90-es évek közepe óta rendszeres szereplője volt a nyugat-európai és a hazai művészeti szcénának. Jelentős egyéni kiállításai voltak német, olasz, francia és magyar galériákban, és számos csoportos kiállításon is szerepelt. 1999-ben hazatért és a Százados úti művésztelepen él.
Legfontosabb itthoni kiállításai: Csontváry Galéria (1995), Dorottya Galéria (2003), Szent István Király Múzeum (2003), Galéria IX (2005), AL Galéria (2006). Művei Magyarországon a Szépművészeti Múzeum és a székesfehérvári Szent István Király Múzeum gyűjteményében találhatók.

## Kiállítások (válogatás)
- 1971 Malvena Friedson Gallery (USA)

Göcseji Múzeum, Zalaegerszeg
- 1972 Dürer Terem, Budapest
- 1977-92 nyolc reprezentatív egyéni kiállítás a detroiti Park West Galleries égisze alatt
- 1977-82 Contemporary Graphics Gallery, Cleveland (USA)

Modern Editions, New York (USA)
- 1979-92 Artexpo, New York (USA)
- 1992 Art Miami, Miami (USA)
- 1993 Arte Fiora, Bologna (I)
Nicole Galleries, Columbus (USA)

SAGA, Paris / AL Editions, Stuttgart (D)

Art Multiple, Düsseldorf (D)

AL Galerie Gerlinde Walz, Stuttgart (D)
- 1994 Hotel Hilton, Budapest

National City Bank, Cleveland (USA)

Mecénás Galéria, Zalaegerszeg

Artexpo, Chicago (USA)

Színesnyomat kiállítás, Szekszárd
- 1995 Baader-Melnick Gallery, Vail (USA)

Artexpo, Budapest

Vincze Papírmalom, Szentendre

Marcetti Gallery, Chicago (USA)

Csontváry Galéria, Budapest
- 1996 Uitz Terem, Dunaújváros

Kávéház (The Gallery Cafe), New York (USA)

AL Galerie, Stuttgart (D)
- 1999 AL Galerie, Frankfurt am Main (D)
- 2000 Grafikai Biennálé, Miskolc
- 2002 Grafikai Biennálé, Miskolc

Matrica Kiállítás, Budapest
- 2003 Ernst Múzeum Dorottya Galéria, Budapest

Szent István Király Múzeum, Székesfehérvár)

Göcsej Múzeum, Zalaegerszeg
- 2004 Bernáth Aurél Emlékház, Marcali
- 2005 Galéria IX, Budapest
- 2006 AL Galéria, Budapest
- 2007 Műteremkiállítás, Budapest
- 2008 R-Collection, Chicago
- 2009 Csoportos kiállítások

A T-Art Gyűjtemény grafikai symposiuma, Kortárs Galéria, Tatabánya, Szolnok

Fal. A Római Magyar Akadémia ösztöndíjasainak kiállítása, Róma

Zalából elszármazott képzőművészek tárlata, Zalaegerszeg

A Százados úti művésztelep bemutatója, Szentendre
- 2010 89 Eufória, Tat Galéria, Budapest.
- 2011 FUGA Budapesti Építészeti Központ, Budapest

Csoportos kiállítás: 100 éves a Százados úti művésztelep, Siklós

## Albumok, képek
- Dus. Clarion, Penna, 1978.
- Laszlo Dus. Scaglione, Southfield, 1980.
- Laszlo Dus. A Contemporary American Master. Southfield, 1990
- Art of Laszlo Dus. AL Galerie Gerlinde Walz, Stuttgart, 1993
- Laszlo Dus - Dús László. Mecénás Galéria, Zalaegerszeg, 1994
- Laszlo Dus: Goldberg Variations. Kunst Atelier International, Budapest, 1995
- Universes of Laszlo Dus. Alpha Presse, Frankfurt am Main, 1996
- Dus: Fotófestmények. Szent István Király Múzeum. Székesfehérvár, 2003
- Dus László: Jimmy Hendrix mellkép, színes nyomat. (KT tul.)

## Díjai, elismerései
- 1970 Nemzeti Művészeti Kiállítás, Belgrád. Különdíj
- 1978 Országos rajz- és nyomat verseny, Oklahoma Art Center, I. díj
- 1993 Rembrandt projekt, New York, I. díj
- 1994 szekszárdi színes-nyomat kiállítás, különdíj
- 2009 a Római Magyar Akadémia ösztöndíja